# 白鳥神社 (新上五島町)
白鳥神社（しらとりじんじゃ）は、長崎県新上五島町間伏郷若山地区に鎮座する神社である。

## 祭神
日本武尊を祀る。

## 歴史

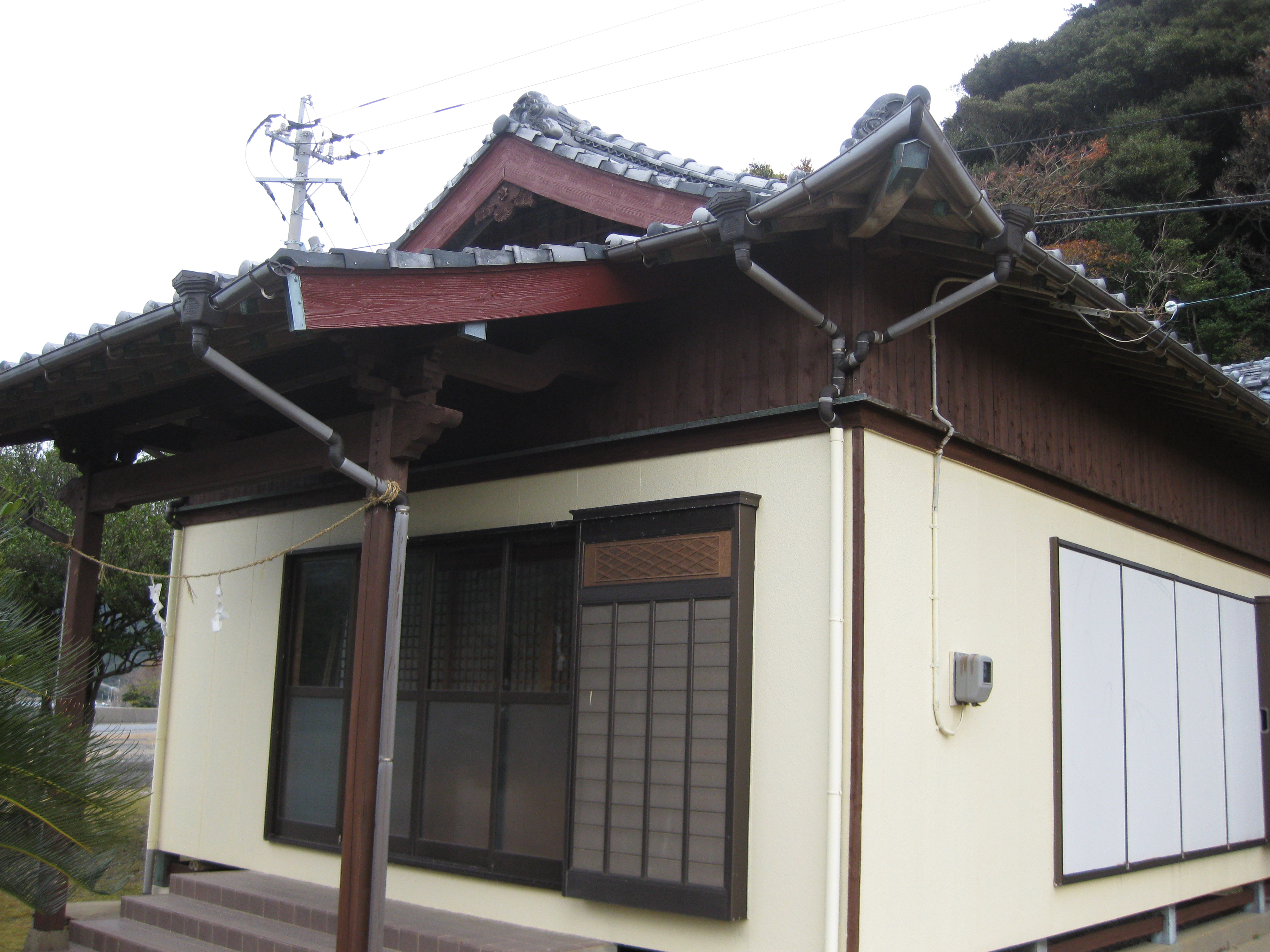
社殿

創建は享和3年（1803年）。間伏郷、榊ノ浦郷の産土神として創建された。この地に白鳥が飛んできたので当社を祀ることになったという。
明治4年（1872年）、村社に列せられ、昭和3年（1928年）4月27日に神饌幣帛料供進神社に指定された。

## 祭祀
主な祭礼・神事
- 例大祭（9月15日）

## その他の神社
その他の間伏郷の神社に、間伏地区・間伏神社、鵜ノ瀬地区・穴神神社、筒ノ浦地区・筒ノ浦神社、石司地区・石司神社、瀧川原地区・瀧川原神社がある。
また、隣接する若松郷に若松神社が、榊ノ浦郷に塩釜神社がある。

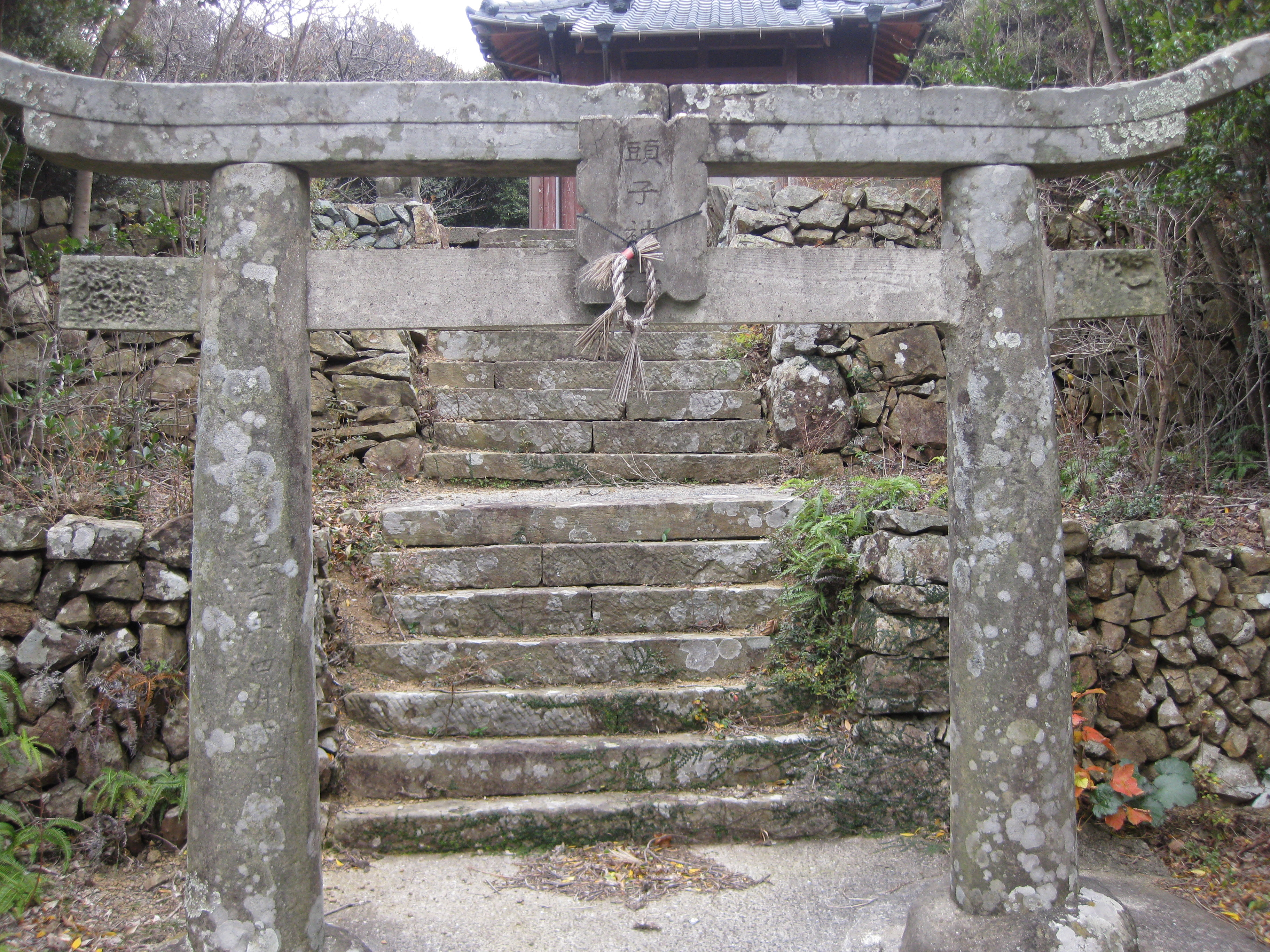
間伏神社
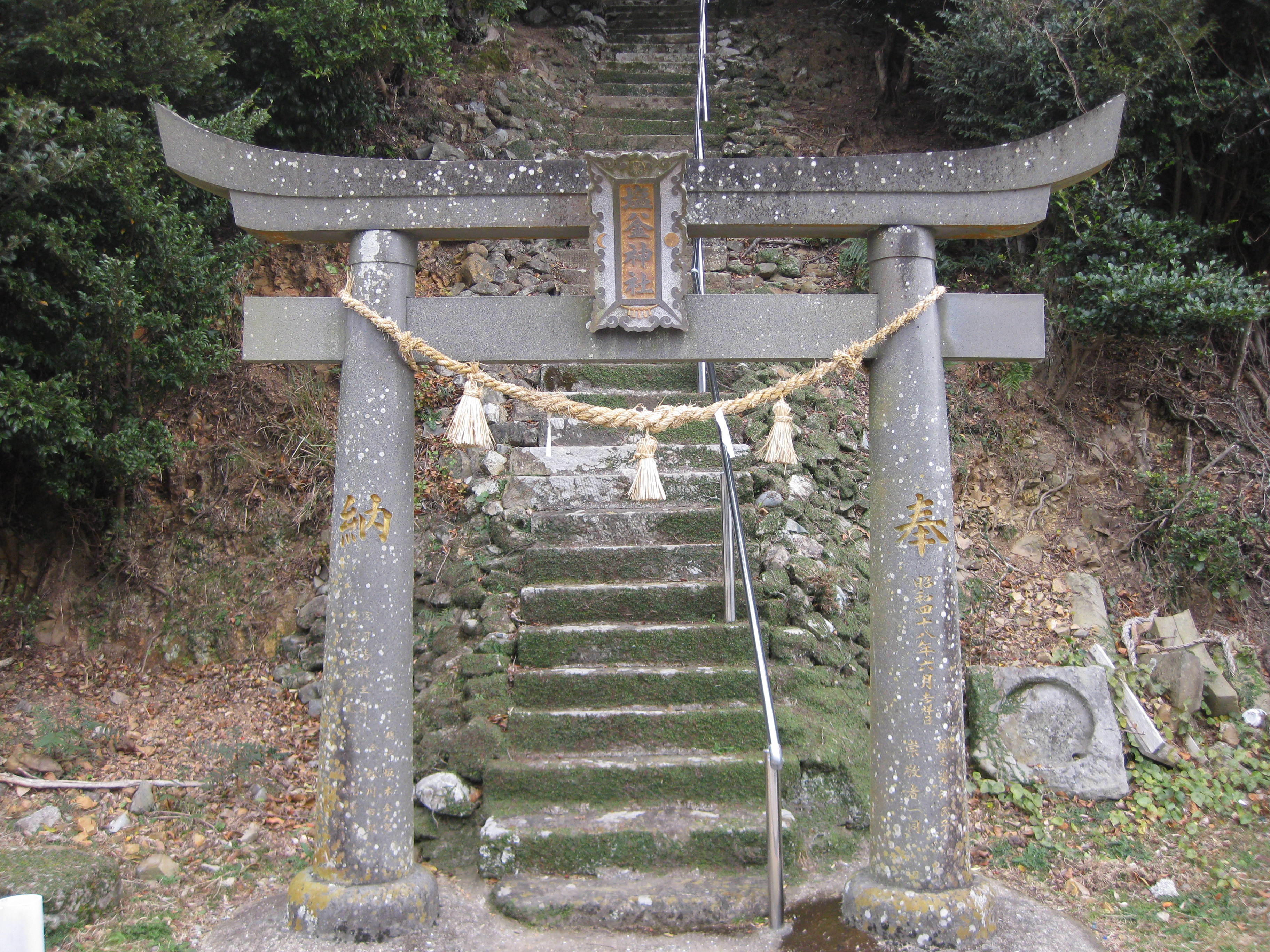
塩釜神社（榊ノ浦郷)
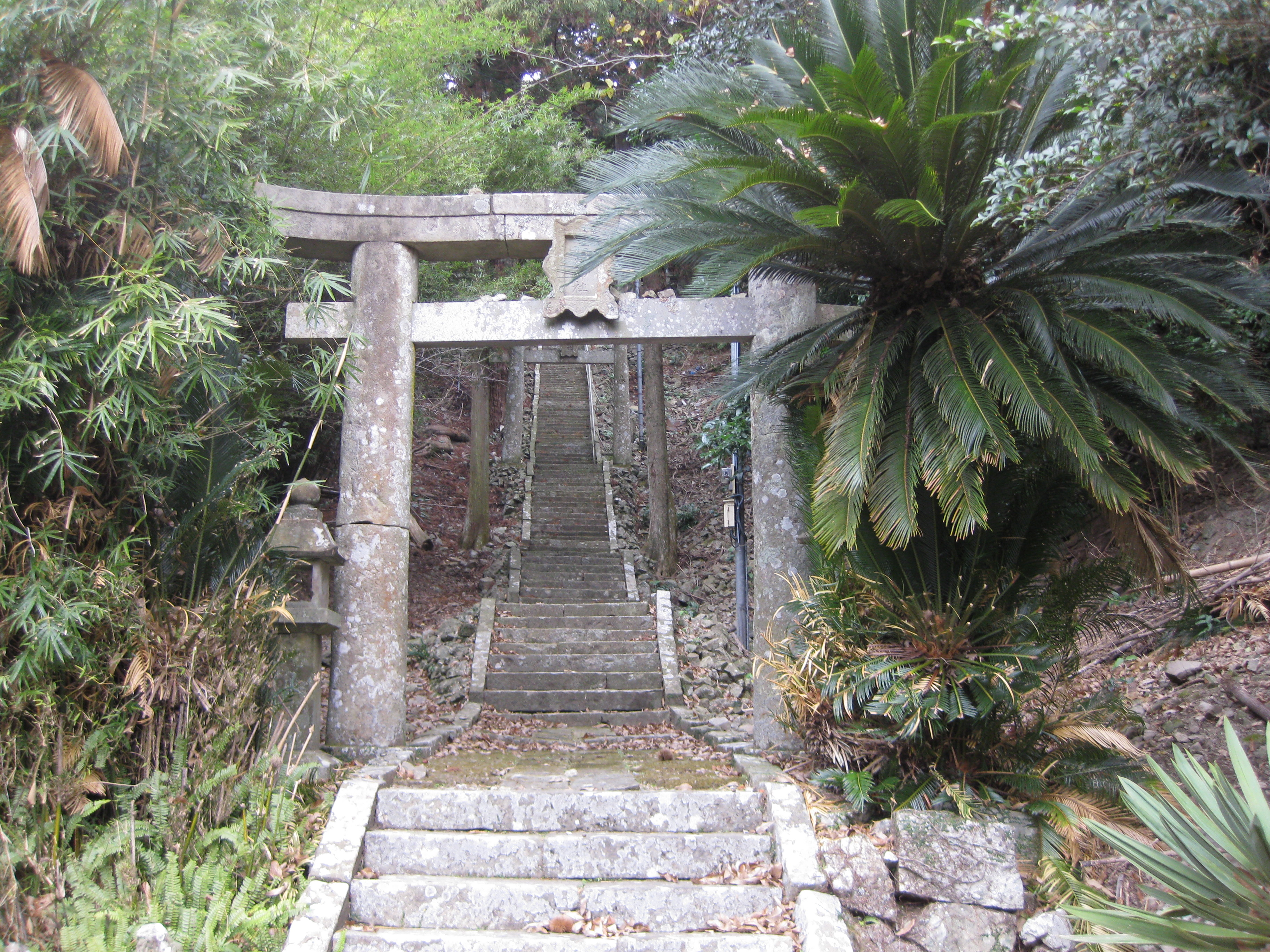
若松神社（若松郷)